# Jürgen Heinemann

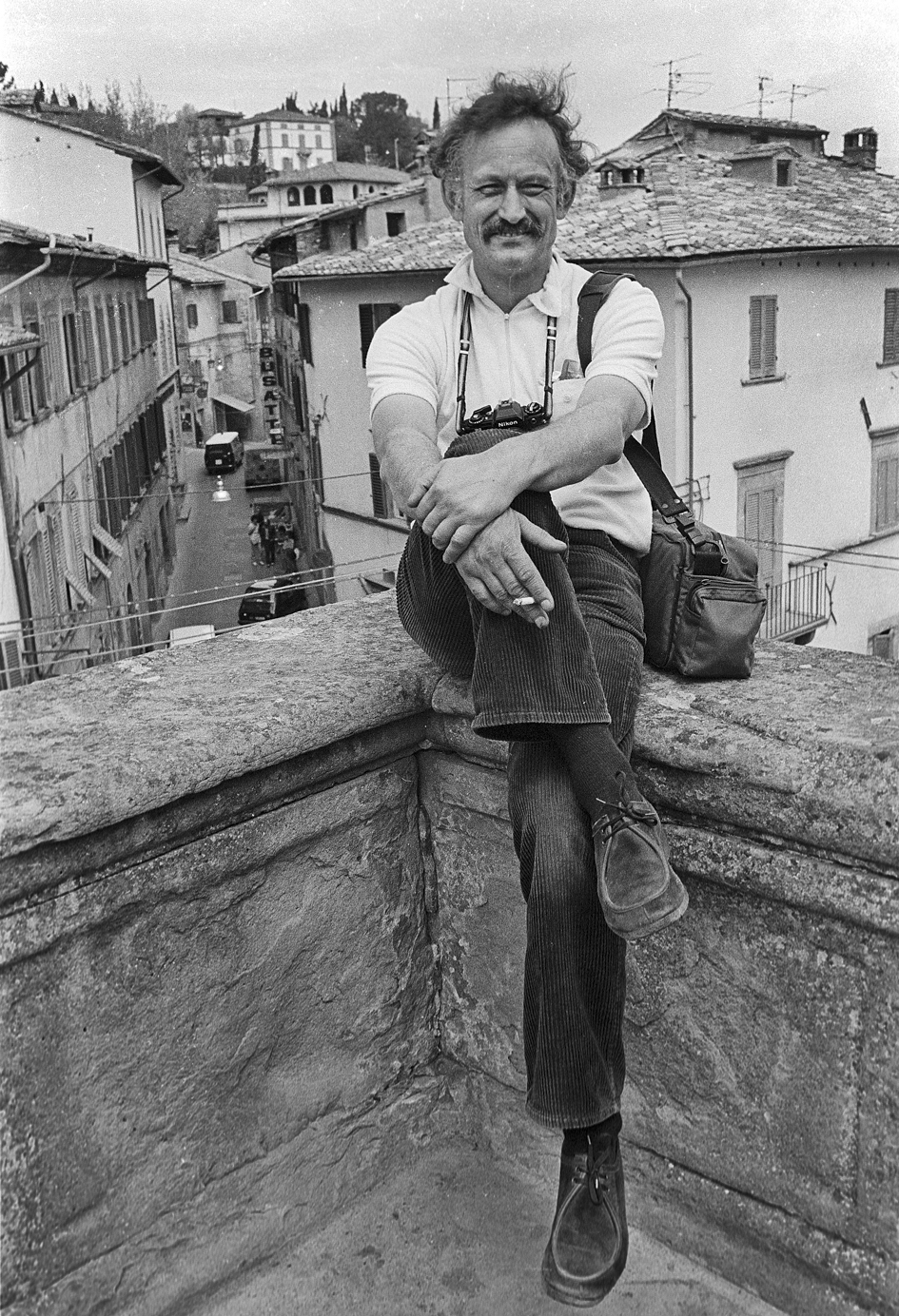
Jürgen Heinemann, in Anghiari in der Toskana während einer Exkursion mit Fotografie-Studenten (1983)

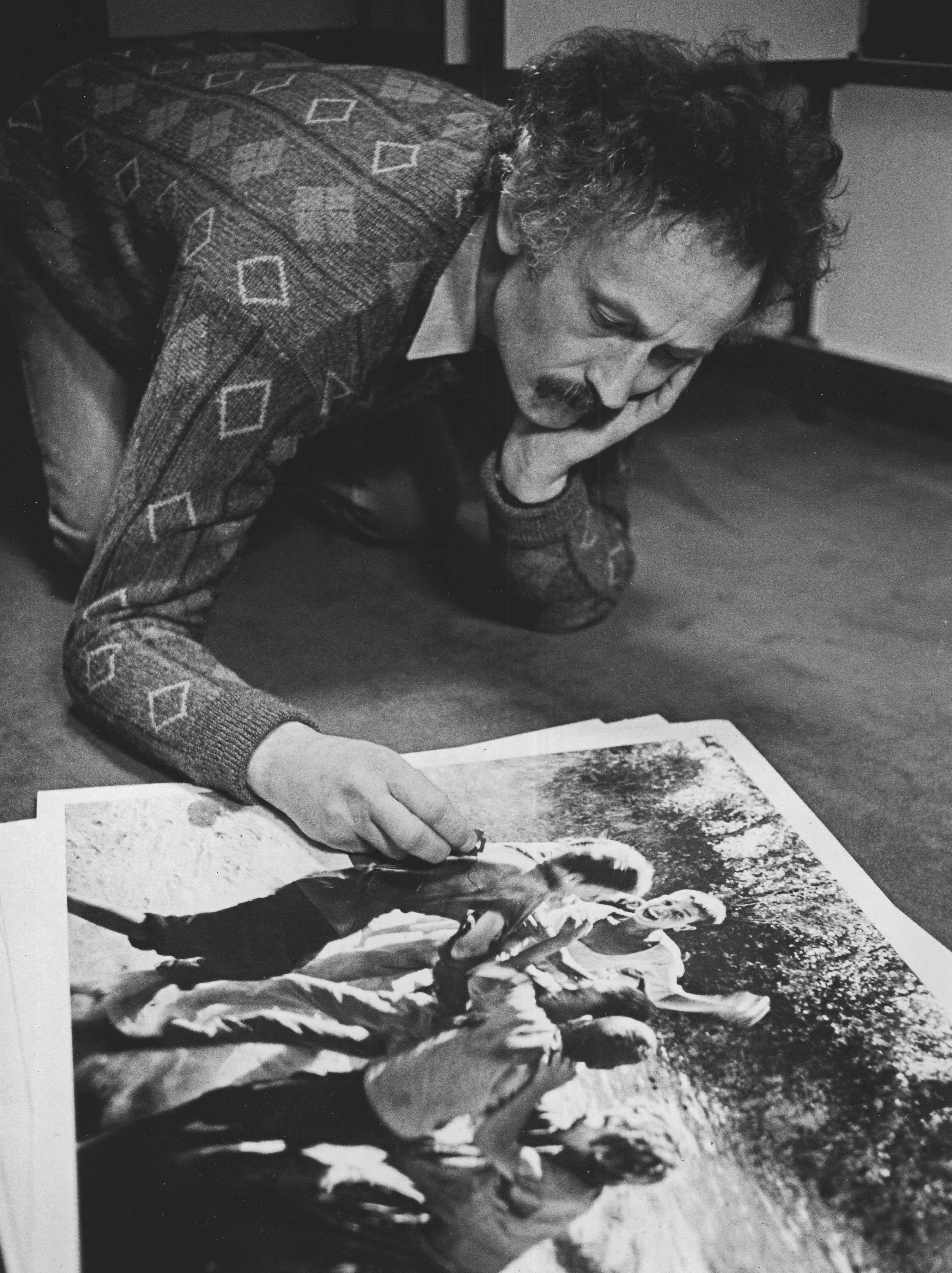
Jürgen Heinemann retuschiert mit einer Rasierklinge dunkle Störungen auf einem Baryt-Fotoabzug seines Bildes „An der Algarve“, Portugal, 1959, 50 × 60 cm. Aufgenommen in Bielefeld 1985

Jürgen Heinemann (* 1934 in Osnabrück) ist ein deutscher Fotograf.

## Leben
Heinemann besuchte das Gymnasium Carolinum in Osnabrück, das er 1956 mit dem Abitur beendete. Danach studierte er von 1957 bis 1959 Fotografie an der staatlichen Schule für Kunst und Handwerk in Saarbrücken bei Otto Steinert und Oskar Holweck. Anschließend absolvierte er von 1959 bis 1962 ein Studium der Fotografie an der Folkwangschule für Gestaltung in Essen bei Otto Steinert, wo er 1962 mit einem Fotoessay über die Stadt Madrid sein Examen ablegte.
Ab 1962 war Heinemann freiberuflich als Fotojournalist unterwegs, seine Auftraggeber waren kirchliche Hilfsorganisationen wie Adveniat oder Misereor. Die Reisen führten ihn in viele Länder Latein- und Mittelamerikas, außerdem hatte er ausgedehnte Aufenthalte in der ganzen Welt. Er fotografierte mit humanistischer Geste die großen Themen Arbeit, Familie, Kinder und Glauben. Heinemann selbst beschreibt seine Schwarzweiß-Fotografien als bildnerische Verdichtungen existenzieller Fragen.                                     
Ab 1981 war er Professor für Fotografie und Bildjournalismus an der Fachhochschule Bielefeld, wo er 1999 emeritiert wurde. Seitdem lebt und arbeitet er in Potsdam.

## Werke

### Werke in fotografischen Sammlungen
- Fotografische Sammlung im Museum Folkwang, Essen
- Fotografische Sammlung der Bibliotheque National, Paris
- Fotografische Sammlung der Reiss-Engelhorn-Museen, Mannheim
- Fotografische Sammlung der Stadt Burghausen
- Fotografische Sammlung der Stadt Leinfelden
- Fotografische Sammlung der Fachhochschule Bielefeld
- Fundacao Cultural Monsenior Chaves, Teresina, Brasilien

### Bibliografie
- Ich habe dein Gesicht gesehen oder Jesus lebt in Ibimirim, Panama-City und anderswo.Texte von Kurtmartin Magiera, Butzon und Bercker, Kevelaer 1975, ISBN 3-7666-8883-9.
- Begegnung: Kevelaer in Bildern = Ontmoeting = Rencontre = Meeting. Butzon und Bercker, Kevelaer 1978, ISBN 3-7666-8999-1.
- América. Edition diá, Berlin, St. Gallen [u. a.] 1992,  ISBN 3-86034-107-3.
- La Thoma: Das gelobte Land (= Landnahme: la tierra prometida). Gunther Dietrich, Tomás Rodríguez (Hrsg.), Chile Embajada, Berlin 2014, ISBN 978-3-00-047155-1. Darin: Jürgen Heinemann im Gespräch mit Thomas Reisig, S. 4–9
- Im Antlitz des Anderen. Fotografie-Vintage. Hrsg. Galerie Manoel Nunes. Köln 2015

## Auszeichnungen
- 1963: 1. Preis in der Sparte „das künstlerische Pressefoto“ bei World Press Photo Award
- 1965: 1. Preis bei „Concorso Internationale di Fotografia - Francesco di Assisi“ in Milano
- 1966: „honourable mention“ bei World Press Photo Award
- 1994: Kunstpreis der Stadt Leinfelden-Echterdingen
- 1994: David-Oktavius-Hill-Medaille der DFA (Deutsche Fotografische Akademie)
- seit 1994: Ehrenmitglied der DFA